# (4585) Ainonai
(4585) Ainonai es un asteroide perteneciente al cinturón de asteroides, descubierto el 16 de mayo de 1990 por Kin Endate y el también astrónomo Kazuro Watanabe desde el Observatorio de Kitami, Hokkaidō, Japón.

## Designación y nombre
Designado provisionalmente como 1990 KQ. Fue nombrado Ainonai en homenaje a Ainonai una pequeña ciudad situada a 10 km al oeste de Kitami en el este de Hokkaido.

## Características orbitales
Ainonai está situado a una distancia media del Sol de 2,735 ua, pudiendo alejarse hasta 3,383 ua y acercarse hasta 2,087 ua. Su excentricidad es 0,236 y la inclinación orbital 10,54 grados. Emplea 1652 días en completar una órbita alrededor del Sol.

## Características físicas
La magnitud absoluta de Ainonai es 12,9. Tiene 10,92 km de diámetro y su albedo se estima en 0,112.